# Павукова черепаха пласкохвоста
Павукова черепаха пласкохвоста (Pyxis planicauda) — вид черепах з роду Павукові черепахи родини Суходільні черепахи. Інша назва «мадагаскарська пласкохвоста черепаха».

## Опис
Загальна довжина карапаксу досягає 12—13,7 см. Голова середнього розміру. Має загривковий щиток. Карапакс доволі плаский, більш витягнутий, ніж у павукової, і не має еластичною зв'язки на пластроні. Щитки карапакса великі. Крайові щитки у молодих особин трохи зазубрені. Хвіст дуже сплощений, має великий нігтеподібний виріст. Анальний отвір у самців знаходиться майже на самому кінці хвоста.
Голова чорна або темно-коричнева. Щитки карапаксу жовті. У їх центрі є жовті або світло—коричневі плями, оточені широкими чорними смугами, що повторюють форму щитків. Ці чорні смуги перетинаються світлими променеподібними смугами. Крайові щитки прикрашені світлими вертикальними смугами. Пластрон світлий, має декілька темних плям. Кінцівки жовті.

## Спосіб життя
Полюбляє сухі і тропічні ліси. Площа, на якій зустрічається цей вид — всього близько 100 кв.м. У період посухи, коли температура у тіні досягає 45 °C, заривається у ґрунт або під товстий шар листового опаду. Активізується тільки з моменту настання злив. харчується плодами, пагонами та квітами рослин. Період найбільшої активності припадає на 6—8 ранку і 17—18 вечора. У хмарні дні і під час дощів активна увесь день.
Самиця відкладає 1 яйце вагою 15-20 г, завдовжки 3,3—3,5 см і діаметром 2,5—3 см. За сезон буває 1—2 кладки. Самиці заривають кладки глибоко у ґрунт.

## Розповсюдження
Мешкає в околицях міста Мурундава на західному березі о.Мадагаскар.